# سیارک ۱۲۰۱۳
سیارک ۱۲۰۱۳ (به انگلیسی: 12013 Sibatahosimi، نامگذاری:1996VU8) دوازده هزار و سیزدهمین سیارک کشف شده‌است که در ۷ نوامبر ۱۹۹۶ کشف شد.
قدر مطلق سیارک برابر ۱۴٫۹ است.